# Intaglio

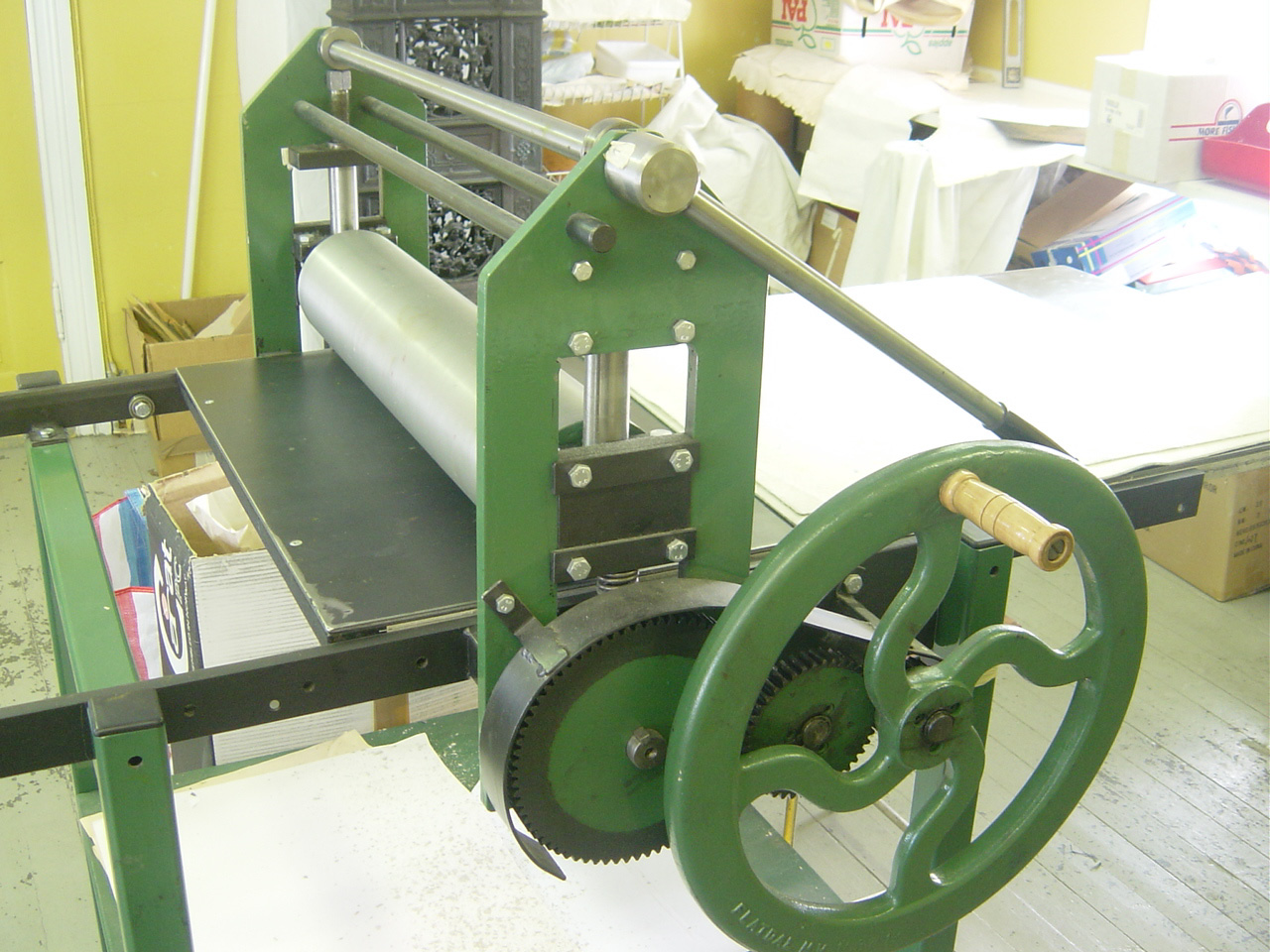
En tryckpress av intagliomodell

Intaglio är en grupp trycktekniker. I samtliga intaglio-tekniker, även kallat djuptryck, används en metallplåt, vanligtvis av koppar, där tryckfärgen stannar i fåror och räfflor som skurits eller frätts fram av syra i plåten. Detta till skillnad från högtryck, där det istället är den upphöjda ytan som bär färgen vid tryckning.
Ett tryck erhålls genom att den med ett fuktat papper täckta plåten rullas genom en tryckpress; papperet tvingas ned i de graverade spåren och tar på så sätt upp färg. Rakel är en metallinjal varmed man drar bort överflödig färg från tryckformen.
Tekniken används av flera bildkonstnärer. Den används också vid tryckning av vissa delar på frimärken och sedlar för att försvåra förfalskning.

## Exempel på grafiska tekniker
- Kopparstick
- Torrnålsgravyr
- Etsning
- Mezzotint
- Akvatint
- Sockerakvatint